# دوجی چیویون
دوجی چیویون (انگلیسی: Duoji Qiuyun؛ زادهٔ ۱۵ دسامبر ۱۹۶۲) کماندار اهل چین است. وی در بازی‌های المپیک تابستانی ۱۹۸۸ شرکت کرده‌است.